# Kraftwerk Meghnaghat (Pendekar)
Das Kraftwerk Meghnaghat ist ein GuD-Kraftwerk im Distrikt Narayanganj, Division Dhaka, Bangladesch, das am Meghna liegt. Seine installierte Leistung beträgt 450 MW. Es liegt ca. 22 km südöstlich der Hauptstadt Dhaka.

## Kraftwerksblock
Das Kraftwerk besteht aus einem Block. Die folgende Tabelle gibt einen Überblick:
| Block | GT/DT | Max. Leistung (MW) | Betriebsbeginn | Turbine | Generator | Dampfkessel | Status     |
| ----- | ----- | ------------------ | -------------- | ------- | --------- | ----------- | ---------- |
| 1     | GT    | 150                | 26.11.2002     | Ansaldo | Ansaldo   | Hyundai     | in Betrieb |
| 1     | GT    | 150                | 26.11.2002     | Ansaldo | Ansaldo   | Hyundai     | in Betrieb |
| 1     | DT    | 150                | 26.11.2002     | Fuji    | Fuji      |             | in Betrieb |

Der Block besteht aus zwei Gasturbinen sowie einer nachgeschalteten Dampfturbine. An die Gasturbinen ist jeweils ein Abhitzedampferzeuger angeschlossen; die Abhitzedampferzeuger versorgen dann die Dampfturbine. Die Leistung der beiden Gasturbinen wird mit jeweils 137,5 (bzw. 150) und die Leistung der Dampfturbine mit 189 (bzw. 150) MW angegeben.

## Eigentümer
Das Kraftwerk wurde durch AES errichtet. Es wurde 2003 an CDC Globeleq verkauft. Im Jahr 2007 erwarb die Pendekar Group das Kraftwerk.

## Sonstiges
Die Kosten für die Errichtung des Kraftwerks werden mit 289,6 (bzw. 300) Mio. USD angegeben. Das Kraftwerk musste im April 2014 aufgrund eines Schadens an der Dampfturbine stillgelegt werden; es nahm den Betrieb mit der ersten Gasturbine im Februar 2015 wieder auf.